# Фетхи-бей
Тайяреджи Фетхи Бей (1887 — 3 марта 1914) — османский лётчик, один из пионеров турецкой авиации.
Родился в 1887 году. В 1907 году окончил Военно-морскую академию и первоначально служил на флоте, но в 1911 году стал одним из семи будущих пилотов, отправленных османским правительством для прохождения лётной подготовки на Бристольский авиационный завод в Великобритании. После завершения обучения Фетхи-бей вернулся в Турцию, где получил воинское звание капитана. Первое время после возвращения занимался совершением демонстрационных полётов в Константинополе. После начала Второй балканской войны был направлен на фронт, где вскоре получил известность своими ночными вылетами, выполнение которых в то время считалось невозможным, а также рядом других действий против войск антиосманской коалиции.
После войны принял участие в пропагандистском перелёте самолёта Bleriot XI/B по маршруту Константинополь — Конья — Улукышли — Адана — Хомс — Дамаск — Алендрия — Александрия, начавшемся 8 февраля 1914 года. Полёт был организован с целью пропагандистской демонстрации мощи османской боевой авиации, а также перевозки первой в истории Турции воздушной почты. Во время этого перелёта Фетхи-бей погиб: его самолёт 3 марта разбился о скалы в районе Галилейского моря. Второй участвовавший в перелёте самолёт разбился недалеко от Яффы, и его пилот также погиб. Впоследствии этот перелёт повторил и успешно завершил новый экипаж 9 мая 1914 года.
Фетхи-бей был похоронен в Дамаске. В его честь был назван город Фетхие, ранее называвшийся Мегри.